# Байджу
Байджу (*д/н —після 1260) — монгольський військовик, нойон, темник, учасник Близькосхідного походу, сприяв затвердженню монголів в Малій Азії та Іраку.

## Біографія
Походив із племені бесут і був родичем відомого військовика Джебе. 1228 року брав участь у битві при Ісфахані проти хорезмшаха Джелал ад-Діном Макбурни. У 1229 році призначається тисячником. Того ж року виступив у новий похід проти хорезмшаха в складі 30-тисячної армії під початком нойона Чормагана.
У 1241 році Байджу став темником, а 1242 року змінив Чормагана, який на той час помер, на посаді командувача місцевими монгольськими військами, розміщувалися в Аррані і Мугані (сучасний Азербайджан). Відомо, що він отримав це призначення за жеребом. Байджу розпочав заповзятливі дії проти Конійського султанату. Він підступив до міста Ерзерум і запропонував населенню здатися. У відповідь на їх відмову монголи взяли в облогу місто і, застосувавши облогові знаряддя, через 2 місяці оволоділи ним. Ерзерум було зруйновано і пограбовано, мешканців вбито або забрано в рабство. Вірменські літописці повідомляють, що монголи захопили в місті безліч християнських книг — багато прикрашені Євангелія, житія святих — і за безцінь продавали їх християнам, що служили в війську, а ті роздаровували по монастирям і церквам. Байджу відійшов з військами на зимівлю до Мугані.
У 1243 році Байджу виступив проти султана Гійас ад-Діна Кей-Хосрова II. Вирішальна битва відбулася під Кесе-дагом, в якій монголи здобули цілковиту перемогу. Розвиваючи успіх, Байджу взяв без спротиву міста Діврігі і Сівас, а потім після тривалої та запеклої облоги — Кайсері, другу столицю сельджуків (його було пограбовано і сплюндровано), і Ерзінджан, де місцеві жителі також намагалися захищатися, їх піддано кривавій різанині. Кей-Хосров II не міг більше протистояти монголам. За умовами миру, він повинен був щорічно відправляти в Каракорум близько 12 мільйонів гіперперонов або місцевих срібних монет, 500 шматків шовку, 500 верблюдів і 5 тисяч баранів. Проте султан, дізнавшись про погані стосунки між Байджу і Бату-ханом, відправив своїх послів з висловленням покірності саме до останнього. Посли Кей-Хосрова були прихильно прийняті, і сельджуцький султан став васалом Бату.
Водночас володар Кілікійського царства Хетум I відправив до Байджу посольство на чолі зі своїм батьком Костянтином Пайлом і братом Смбатом Спарапетом. За договором, укладеним між сторонами, вірмени пообіцяли постачати до монгольського війська харчі і надсилати потрібну кількість вояків для участі в походах. У свою чергу, монголи визнавали суверенітет Кілікійської Вірменії і обіцяли надавати військову допомогу вірменам у разі нападу на них суміжних держав. Як підтвердження дружніх намірів кілікійців Байджу зажадав від Хетума видачі родини султана Кей-Хосрова II, що знайшла притулок у Кілікійському царстві. Хетум був змушений погодитися і на це.
Водночас Байджу відправив монгольський загін на чолі із Ясавуром до Сирії. Володарі Халеба, Дамаску, Хами і Хомса відкупилися від монголів. Наступ монголів до сирійських та палестинських володінь хрестоносців призвело до наміру папи римського Іннокентія IV встановити з ними дипломатичні відносини. 24 травня 1247 посольство на чолі із ченцем-домініканцем Асцеліном досягло ставки Байджу поблизу Сісіана. Проте відносини між Байджу та Асцеліном не склалися (внаслідок власних амбіцій та уявлень про потугу своїх господарів — великого хана й папи римського). Через декілька днів Байджу за наказом великого хана Ґуюка було замінено на Ельджигідея.
У 1251 році, після обрання Мунке великим ханом, Байджу знову призначають на колишню посаду. Він почав готувати військову кампанію проти Багдадського халіфату. У 1253 році надавав допомогу військам Хулагу під час його кампанії проти ісмаїлітів. 1255 року очолив війська, які рушили проти Кей-Кавуса II, султана Рума, якому завдано поразки у битві біля Аксарая. Новим султаном за рішенням Хулагу нойон Байджу поставив Килич-Арслана IV.
У 1257 році разом з Хулагу рушив проти Багдаду. Байджу рушив до столиці Аббасидів з боку Ірбіля. Перейшовши Тигр, його тумен розбив халіфських воєначальників Фатх ад-Діна іб-Курда та Карасонкура, незабаром зайняло західні передмістя Багдада. Після взяття міста у лютому 1258 року монгольські сили розташувалися в Мугані.
У вересні 1259 році війська під командуванням Байджу знаходилися на правому крилі армії Хулагу в ході походу до Сирії, який тривав до 1260 року. Про подальшу долю Байджу різні відомостей — за одними відомостями отримав значні землі для кочів'я, а за іншими страчено за наказом Хулагу.